# 岡本剛
岡本 剛（おかもと つよし、1963年12月16日 - ）は、日本の元プロレスラー。ブルーザー岡本（-おかもと）のリングネームで知られる。

## 来歴
高校時代は空手の選手であり、1984年に旗揚げされた第1次UWFに練習生として入門。
1985年8月25日の広松智戦でプロデビュー。同期入門は中野龍雄、安生洋二、宮戸成夫、神田秀宣、広松智、星名浩ら。恵まれた体格から将来を有望視されていたという。
しかし、1985年末の第1次UWFの活動停止及び新日本プロレスへの合流に伴い、第1次UWF練習生出身者の多くが人員整理の対象となり、広松、星名、森泰樹ら同期の多くがこの時に引退。岡本は第1次UWF所属のまま新日本へ参戦を行ったが、1986年1月以降は出場機会が無く、1987年頃に最初の引退へと追い込まれた。
一度目の引退の後は、内田順久率いる内田塾で空手の選手としての生活を送っていたようで、1991年9月23日の新日本・横浜アリーナ大会にてキックボクシング出身の大森敏範と共に、正道会館の佐竹雅昭との2分エキシビジョンマッチに出場した記録が残る。
1994年12月21日、グレート小鹿により大日本プロレスが設立されると、プロレスラーの夢を諦め切れなかった岡本は現役復帰を決断して小鹿達に合流、翌1995年5月29日の旗揚げ第2シリーズ開幕戦の高智政光戦にて二度目のプロデビューを果たす。この時、岡本は120kgまで増加した大柄な体格と強面の顔付きから、「生傷男」ディック・ザ・ブルーザーにあやかってブルーザー岡本のリングネームが与えられ、「生傷の若頭」というニックネームで売り出しが図られた。U系出身のグラウンドテクニックと空手で培われたキック力から、大日本初期にケンドー・ナガサキを中心に行われたバーリトゥード路線の担い手として小鹿、ナガサキに継ぐ大日本の3番手として期待されていたという。大日本が新日本に殴り込んだ1996年9月16日の愛知県体育館大会では、岡本はナガサキの横に付き添い、入場を阻止せんとする新日本勢を押し切ってリングへの切り込み役を担った事でも知られている。
大日本の次代のエース候補として期待されていた矢先の1996年中旬、当時他団体との抗争アングルにUWFインターナショナル（Uインター）の活路を見出そうとしていた安生洋二により、ザ・ゴールデン・カップスが結成され、正メンバーの高山善廣（なお、高山は第1次UWFの練習生であり、岡本の後輩に当たる）、山本健一の補助要員としてストロング・マシーンを模した3人の覆面レスラー、100%マシーン、150%マシーン、200%マシーンの加入が発表されたが、このうちの200%マシーンの覆面を被ったのが岡本であった。安生率いるゴールデン・カップスはWARとの抗争を開始し、200%マシーンは同年6月7日のUインター・中島体育センター大会にて佐野巧真とのシングル戦で戦線初投入、同年6月15日のWAR・博多スターレーン大会では負傷した山本の代役として安生・高山と組み、冬木弘道・邪道・外道組が保持する世界6人タッグ王座へ挑戦、同年6月23日のUインター・名古屋レインボーホール大会では高山と組み天龍源一郎・嵐組とのタッグマッチ、同年7月20日のWAR・両国国技館戦では安生・高山と組み長州力・小島聡・西村修組との6人タッグ戦をそれぞれ戦ったが、いずれの試合も「負けブックの敗戦要員」としての立場に甘んじていた。
200%マシーンの正体が岡本であることが明かされたのは、1996年7月28日のUインター・神戸ファッションマート大会の高田延彦戦に敗戦した際の事であるとされており、岡本の200%マシーン名義でのUインター及びWARの興行参戦が「大日本の経営陣に無断で行われていた」事が直ちに大きな問題（ダブルクロス＝二重契約というプロレスビジネス上の禁忌事項）としてクローズアップされることとなってしまった。なお、当時大日本は7月興行の最中であり、200%マシーンとして神戸の高田戦に望んだ同日、岡本は大日本の札幌市テイセンホール大会にも出場していた。
結局、岡本は1996年8月と9月の大日本の興行には参戦したものの、同年9月30日の大宮スケートセンター大会を最後に大日本を解雇。その後はフリーランスとして関東方面の社会人プロレスに参戦の場を求めたものの、程なくプロレスラーを廃業している。

## 得意技
- ミドルキック
- アキレス腱固め